# Virginia Hall

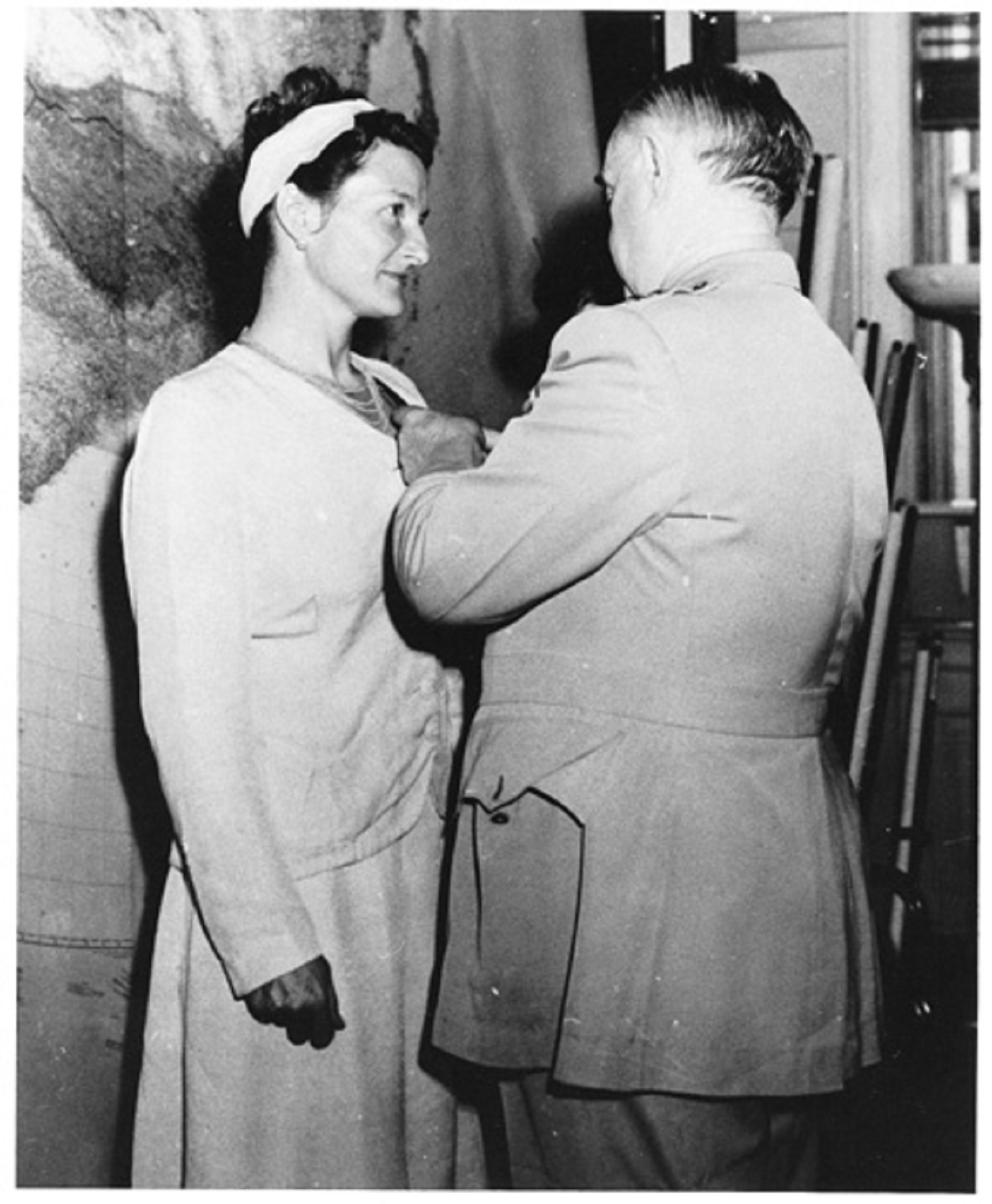
Virginia Hall erhält in ihrem Wohnhaus (da sie eine öffentliche Zeremonie ablehnte) den Orden Distinguished Service Cross aus der Hand des OSS-Chefs General Donovan (1945)

Virginia Hall Goillot DSC Croix de guerre MBE (* 6. April 1906 in Baltimore; † 8. Juli 1982 in Rockville, Maryland) war eine US-amerikanische Geheimagentin während des Zweiten Weltkriegs. Sie stand in den Diensten der britischen Special Operations Executive (SOE) und des US-amerikanischen Office of Strategic Services (OSS).
Als erste weibliche Agentin der SOE ging Hall, die nur ein Bein hatte, im August 1941 nach Frankreich und schuf das Heckler Netzwerk in Lyon. 1942 floh sie vor den Deutschen nach Spanien, kehrte aber 1944 nach Frankreich zurück, um den französischen Widerstand weiter zu unterstützen. Nach Kriegsende wurde sie von mehreren Staaten mit Orden ausgezeichnet.

## Biographie

### Frühe Jahre
Virginia Hall war die Tochter von Barbara Virginia Hammel und Edwin Lee Hall, der Vater war Bankier und Unternehmer. Sie hatte einen vier Jahre älteren Bruder. Die wohlhabende Familie war in Baltimore angesehen, und die Mutter versuchte, für Virginia, genannt Dindy, eine vorteilhafte Partie zu arrangieren. Virginia war eher ein Tomboy, die lieber wandern oder mit dem Vater auf die Jagd ging. Sie besuchte das Radcliffe Frauencollege Cambridge, Massachusetts und das Barnard College in New York, wo sie Französisch, Italienisch und Deutsch studierte. Zudem besuchte sie die George Washington University in Washington, D.C., um Französisch und Wirtschaftswissenschaft zu studieren. Für weitere Studien reiste sie nach Europa und studierte in Frankreich, Deutschland und Österreich.
1931 erhielt Hall eine Anstellung im Büro des Konsulats der US-amerikanischen Botschaft in Warschau. Wenige Monate später wurde sie nach Smyrna, heute Izmir, in der Türkei versetzt. Im Jahr darauf schoss sie sich dort bei der Jagd versehentlich selbst in den linken Fuß. Ihr Bein musste unterhalb des Knies amputiert werden, und sie erhielt eine 3,8 Kilogramm schwere Prothese aus angemaltem Holz mit Aluminiumfuß, die sie Cuthbert nannte. Anschließend arbeitete sie weiterhin als Konsulatsangestellte in Venedig und in Tallinn. Mehrfach bewarb sie sich vergeblich für den diplomatischen Dienst innerhalb des United States Information Service, der allerdings selten Frauen einstellte. 1937 wurde sie erneut abgelehnt, dieses Mal aufgrund einer vermeintlichen Regel bezüglich Körperbehinderungen. Eine Beschwerde bei Präsident Franklin D. Roosevelt, der selbst körperbehindert war, blieb unbeantwortet, und im März 1939 kündigte sie.
Im Februar 1940, kurz nach Ausbruch des Zweiten Weltkriegs, wurde Virginia Hall Krankenwagenfahrerin beim Service de santé des armées der französischen Armee. Nach der Besetzung Frankreichs durch die Wehrmacht im Juni 1940 gelangte sie nach Spanien. Dort traf sie einen Mitarbeiter des Secret Intelligence Service, der sie Nicolas Bodington empfahl, dem Leiter der F-Sektion des jungen britischen Geheimdienstes SOE (Special Operations Executive).

### Zweiter Weltkrieg
Ab April 1941 arbeitete Hall für die SOE und reiste nach einer Ausbildung im August 1941 nach Lyon im unbesetzten Vichy. Sie gab sich als Reporterin der New York Post aus und kleidete sich betont unauffällig; oft änderte sie ihr Aussehen mit Verkleidungen und Schminke. Sie gründete ein eigenes Agentennetzwerk, das den Namen Heckler trug und zu dem unter anderem Germaine Guérin, die Chefin des örtlichen Bordells, und ein Frauenarzt gehörten, und agierte unter verschiedenen Decknamen. Im Oktober 1941 blieb sie ahnungsvoll einem Treffen von SOE-Agenten in Marseille fern, das dann von der französischen Polizei gestürmt wurde. Dabei wurden zwölf Agenten verhaftet. So blieb Hall eine der wenigen SOE-Agenten, die sich weiterhin in Frankreich befanden, und die einzige, die Kontakt zu London hielt. George Whittinghill, ein US-amerikanischer Diplomat in Lyon, erlaubte ihr, Berichte und Briefe mit seinem Diplomatengepäck nach London zu schicken. Darüber hinaus versteckte Virginia Hall mit Hilfe ihrer französischen Vertrauten abgeschossene oder abgestürzte alliierte Piloten und half ihnen, nach Spanien zu gelangen.
Im Juli 1942 gelang es dem Netzwerk von Virginia Hall, die zwölf in Marseille verhafteten Agenten aus dem Gefängnis von Mauzac zu befreien. Die Ehefrau eines der Gefangenen hatte ihrem Mann Sardinendosen gebracht, aus denen dieser einen Schlüssel für die Gefängnistür hergestellt hatte. Hall sorgte für sichere Verstecke, Autos und weitere Helfer. Am 15. Juli 1942 gelang den Agenten die Flucht und mit Hilfe von Hall konnten sie über Spanien zurück nach England gelangen; einige von ihnen übernahmen wichtige Funktionen in der SOE.
Als Reaktion auf diese Befreiungsaktion schickte die deutsche Abwehr rund 500 Agenten nach Vichy und begann, gezielt die französische Résistance und die Gruppen der SOE zu infiltrieren. Dabei konzentrierte sie sich auf Lyon, das Zentrum des Widerstands. Virginia Hall konnte sich wegen dieses wachsenden Drucks nicht mehr auf ihre Gewährsleute bei der französischen Polizei verlassen.
Dem luxemburgischen Priester und Angehörigen der Abwehr Robert Alesch war es zuvor gelungen, die Widerstandszelle Réseau Gloria, der unter anderen Samuel Beckett angehörte, zu unterwandern, woraufhin deren Anführer im August 1942 verhaftet worden waren. Zwölf Menschen wurden hingerichtet, über 80 in Konzentrationslager deportiert. Obwohl Virginia Hall ihm gegenüber misstrauisch war, gelang es Alesch, sich auch ihrer Gruppe anzuschließen und in ihrem Namen (falsche) Botschaften nach London zu schicken. Er wurde nach dem Krieg in Frankreich zum Tode verurteilt und 1949 hingerichtet.
Am 7. November 1942 unterrichtete das US-amerikanische Konsulat in Lyon Virginia Hall, dass die britisch-amerikanische Invasion Französisch-Nordafrikas kurz bevorstehe. In Reaktion auf die Invasion am Tag darauf besetzte die Wehrmacht Vichy-Frankreich. Chef der Gestapo von Lyon wurde Klaus Barbie. Barbie, der nie Halls richtigen Namen oder ihre Nationalität erfuhr, soll gesagt haben, er würde alles dafür tun, „dieses hinkende kanadische Miststück“ in die Hände zu bekommen. Er ließ ein Kopfgeld auf sie aussetzen und Steckbriefe verteilen.
Hall war jedoch schon aus Lyon geflohen, worüber sie nicht einmal ihre engsten Kontaktleute informiert hatte. Mit dem Zug fuhr sie nach Perpignan, von wo aus sie mit Hilfe eines Führers einen rund 2300 Meter hohen schneebedeckten Pass in den Pyrenäen trotz ihres blutigen Beinstumpfs überquerte. Vor ihrer Flucht funkte sie nach London, sie hoffe, Cuthbert werde sie nicht bei ihrer Flucht behindern. Der SOE-Mann in England funkte zurück: „Wenn Cuthbert Probleme macht, eliminiere ihn.“ Bei ihrer Ankunft in Spanien wurde sie wegen illegalen Grenzübertritts verhaftet, aber die amerikanische Botschaft sorgte für ihre Freilassung. Einige Zeit arbeitete sie für die SOE in Madrid, bis sie im Juli 1943 nach London zurückkehrte.

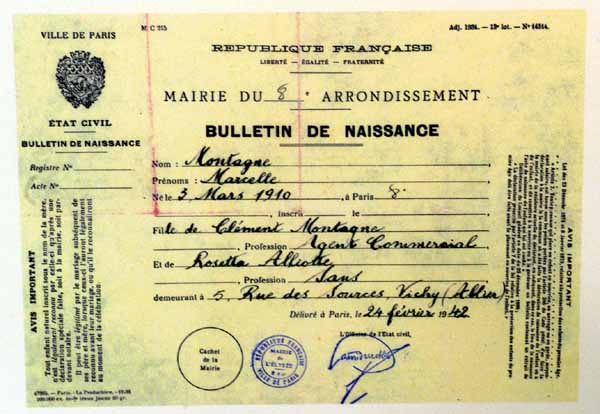
Vom OSS gefälschte Geburtsurkunde für Virginia Hall, auf den Namen Marcelle Montagne lautend

Nach ihrer Rückkehr lehnten ihre Vorgesetzten vom britischen SOE es ab, Virginia Hall erneut nach Frankreich zu schicken, da dies zu gefährlich sei. Daraufhin bewarb sie sich beim US-amerikanischen Geheimdienst OSS. Im März 1944 kehrte sie nach Frankreich zurück; wegen ihrer Behinderung konnte sie nicht mit Fallschirm abspringen, sondern wurde gemeinsam mit dem Agenten Henri Lassot mit einem Boot an der Küste bei Beg an Fry in der Bretagne abgesetzt, um das Saint network zu gründen. Die OSS stattete sie mit gefälschten Papieren auf den Namen Marcelle Montagne aus. Hall, die als alte Bauersfrau mit grauen Haaren verkleidet war, sollte Lassot als Funkerin assistieren. Ziel ihrer Arbeit war die Unterstützung des Maquis. Hall trennte sich indes schnell von Lassot, da er zu geschwätzig und ein Sicherheitsrisiko sei.
Vom März bis Juli 1944 hielt sich Virginia Hall im Süden von Paris auf. Sie organisierte Landezonen für Fallschirmspringer, sichere Verstecke, gründete und unterstützte Résistance-Gruppen. Ein von ihr initiierter Befreiungsversuch von Gefangenen der Deutschen, darunter drei junge Männer, die Hall als „ihre Jungs“ bezeichnete, schlug fehl; die Männer kamen später im KZ Buchenwald ums Leben. Anschließend unterstützte sie von Le Chambon-sur-Lignon aus den Widerstand des Maquis im Süden Frankreichs zur Vorbereitung der Operation Dragoon. Weil sie eine Frau war, hatte sie Probleme, sich bei den französischen Widerstandskämpfern durchzusetzen. Es gelang aber den Abteilungen des Maquis (rund 1500 Männer), auch dank Halls Organisation, eine Reihe von erfolgreichen Sabotage-Akten durchzuführen und schließlich als Teil der Forces françaises de l’intérieur die Deutschen nach Norden zu drängen. Am 22. September 1944 erreichten Hall und weitere alliierte Offiziere Paris; für sie war der Krieg beendet.

### Nach dem Krieg und späte Jahre
Nach Kriegsende reiste Virginia Hall nach Lyon, um ihre früheren Mitstreiter zu treffen, von denen allerdings viele während der Kriegsjahre ums Leben gekommen waren. Auch ihre beiden engsten Vertrauten, die Bordellbetreiberin Germaine Guérin und der Frauenarzt Jean Rousset, waren von den deutschen Besatzern festgenommen und in Konzentrationslager deportiert worden, hatten aber überlebt. Beide waren krank und lebten in ärmlichen Verhältnissen. Einzig Guérin erhielt auf Halls Betreiben hin eine Wiedergutmachung von 400 £.
1947 heuerte Hall als eine der ersten Frauen bei der neugegründeten Central Intelligence Agency (CIA) an und arbeitete hauptsächlich in den USA vom Schreibtisch aus, um etwa den Einfluss des Kommunismus in Europa zu dokumentieren und Widerstandsgruppen in Osteuropa zu unterstützen. Ihre Vorgesetzten stellten ihr schlechte Zeugnisse aus. Ein Kollege, E. Howard Hunt, sagte: „Sie wussten nichts mit ihr anzufangen. [...] Sie war eine Art Beschämung für diese CIA-Typen ohne Kampferfahrung, ich meine Bürokraten.“ 1966 ging sie im Alter von 60 Jahren in den vorgeschriebenen Ruhestand.
1957 heiratete Hall den OSS-Offizier Paul Goillot, den sie während ihrer Zeit in Le Chambon-sur-Lignon kennengelernt und mit dem sie jahrelang zusammengelebt und -gearbeitet hatte. Das Ehepaar zog auf eine Farm in Barnesville, wo sie bis zu ihrem Tode im Jahr 1982 lebte. Ihr Ehemann überlebte sie um fünf Jahre. Sie wurde auf dem Druid Ridge Cemetery in Pikesville in einem Familiengrab der Halls bestattet, wo auch ihr Mann beerdigt liegt.

## Ehrungen und Erinnerungen
Im Juli 1943 wurde Virginia Hall im Stillen in London zum Member of the Order of the British Empire (MBE) ernannt, was 50 Jahre unbekannt blieb. In Frankreich wurde Hall mit dem Croix de guerre ausgezeichnet. 2016 wurde ein Ausbildungszentrum der CIA Virginia Hall Expeditionary Center benannt. Postum wurde sie 2019 in die Maryland Women’s Hall of Fame aufgenommen. Halls Name befindet sich auf dem Tempsford Memorial, mit dem unter anderem an die Geheimagentinnen erinnert wird, die während des Zweiten Weltkrieges aktiv waren.
Für ihre Aktionen in Frankreich überreichte ihr im September 1945 der US-amerikanische General William J. Donovan persönlich das Distinguished Service Cross. Präsident Harry S. Truman wünschte eine öffentliche Übergabe, doch Hall lehnte dies ab, da sie weiterhin im Dienst sei. Seine Begründung der Ordensverleihung: „Miss Hall displayed rare courage, perseverance and ingenuity; her efforts contributed materially to the successful operations of the Resistance Forces in support of the Allied Expeditionary Forces in the liberation of France.“ („Miss Hall zeigte seltenen Mut, Ausdauer und Einfallsreichtum; Ihre Bemühungen trugen wesentlich zu den erfolgreichen Operationen der Widerstandskräfte zur Unterstützung der alliierten Expeditionskräfte bei der Befreiung Frankreichs bei.“) Bei der privaten Verleihung im Büro von Donovan waren neben diesem nur Truman und ihre Mutter Barbara Hall anwesend, Halls Lebensgefährte Paul Goillot indessen nicht, weil diese Beziehung ihrer Mutter missfiel: „Virginia hatte nicht geheiratet, keine Kinder zur Welt gebracht. Nun war sie verbraucht aus dem Krieg zurückgekehrt und schleppte überdies noch diesen Niemand Paul an. Und die Rebellin, die eben noch einen Widerstandskampf befehligt hatte, wagte nicht, die Wünsche ihrer Mutter zu übergehen.“
Da Virginia Hall sich weigerte, über ihre Erlebnisse im Zweiten Weltkrieg zu sprechen oder zu schreiben, geriet ihr Name zunächst in Vergessenheit. Erst nach ihrem Tod erwachte das Interesse an ihrer Person, und es erschienen mehrere Bücher über sie. Anlässlich ihres 100. Geburtstages würdigten 2006 der französische und der britische Botschafter in Washington ihre Leistungen. Bei dieser Gelegenheit wurde in der französischen Botschaft das Ölgemälde Les Marguerites Fleuriront ce Soir von Jeffrey W. Bass enthüllt, das Virginia Hall als Funkerin in einer französischen Scheune zeigt. Der Titel des Bildes bezieht sich auf den Text einer verschlüsselten Nachricht, mit der das französische Programm der BBC Hall im Krieg davon unterrichtet hatte, dass Material unterwegs sei.
Spion aus Berufung, ein Spielfilm über Virginia Hall und andere Frauen im Widerstand, hatte im Juni 2019 beim Edinburgh International Film Festival anlässlich des 75. Jahrestages des D-Days seine Premiere. Das Drehbuch schrieb Sarah Megan Thomas, die Hall auch im Film darstellte, Regisseurin war Lydia Dean Pilcher. Ein britischer Film mit dem Titel A Woman of No Importance auf der Basis des Buches von Sonia Purnell, mit Daisy Ridley in der Hauptrolle, ist in Planung und wurde für 2026 angekündigt. Produzent ist J. J. Abrams.